# 駆逐艦母艦

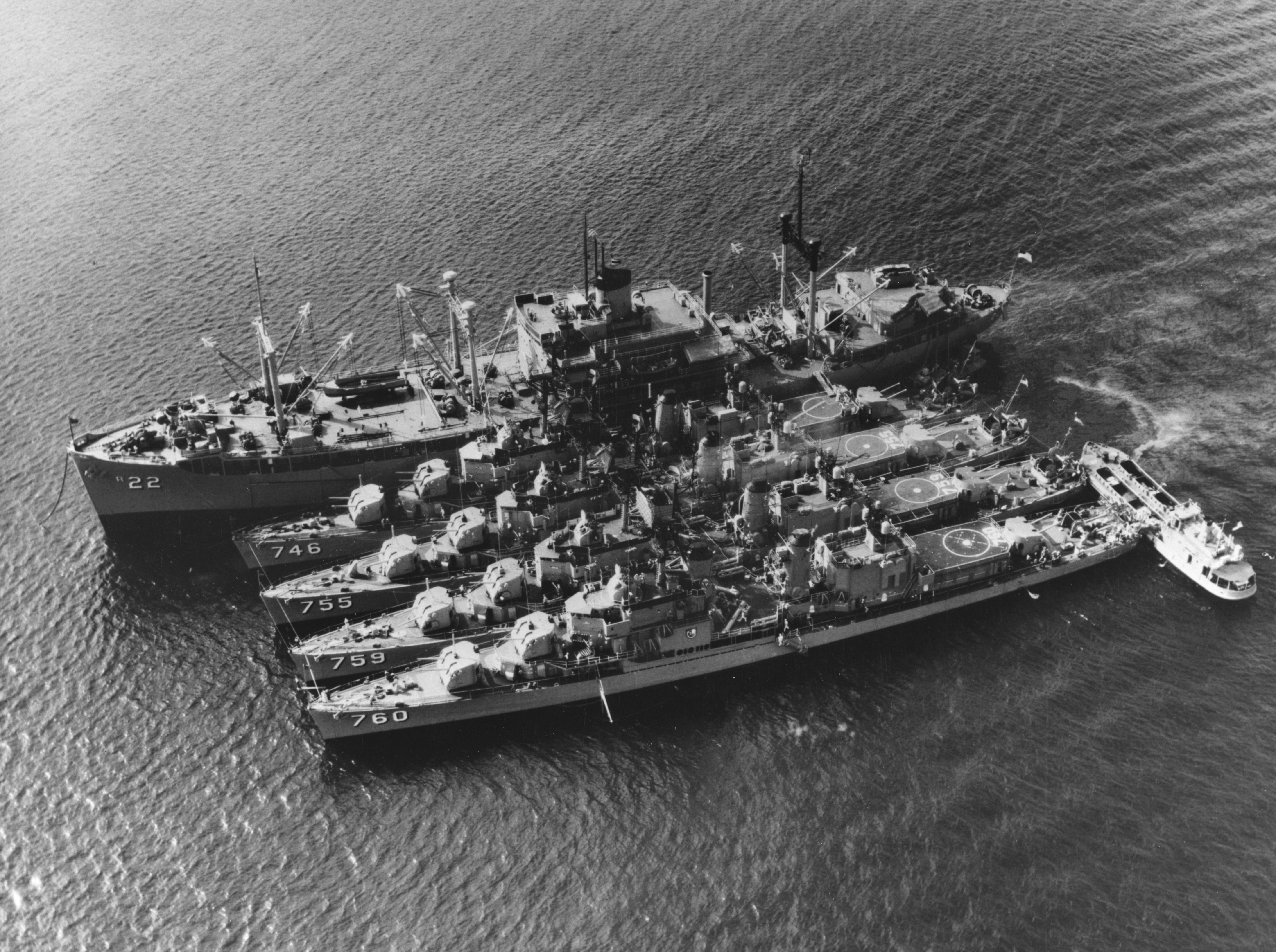
アレン・M・サムナー級駆逐艦と駆逐艦母艦「クロンダイク」

駆逐艦母艦（アメリカ英語: Destroyer tender、イギリス英語: Destroyer depot ship）は、海軍における支援艦艇の一つ。駆逐艦などの小型艦艇に対する消耗品などの補給や、駆逐艦乗員の休息設備を提供するものである。

## 概要
20世紀中頃までの駆逐艦は小型の艦艇であり、食料・水などの搭載能力は乏しく、また乗員の休息設備も不足しているなど、長期の作戦行動には不向きであった。そのため艦隊に随伴し、水雷部隊（駆逐艦部隊）に対して消耗物資の輸送・補給を行い、駆逐艦乗員の休息設備を提供する艦船として駆逐艦母艦が整備された。日本語では同じ「母艦」という名称が用いられているが、航空母艦のように「対象を搭載して作戦海域まで輸送し、作戦行動の後に収容して整備・補給を行う」艦ではなく、補給艦と同様の任務を行う軍用艦艇である。
その目的から駆逐艦母艦は物資積載能力が重視されており、また個々の艦艇のみでは不可能なレベルの整備や損傷の修理を行えるよう、小規模ながら工作艦としての能力も備える。展開した部隊の旗艦としても用いることができるように、指揮・通信能力を充実させて司令部設備を持つ指揮艦としての能力を付与されたものもあった。
この他、駆逐艦乗員の休息・保養に用いるために居住設備を充実させており、地上設備の充実していない泊地などで艦隊が休養する際には、駆逐艦を駆逐艦母艦に接舷した状態で停泊させ、駆逐艦乗員が駆逐艦母艦に移動して宿泊艦として利用された。艦の規模から限界のある駆逐艦の医療体制を補うため、医療設備を充実させて病院船としての機能をもつ艦もある。
第一線で運用される戦闘艦艇ではないため、装甲や武装の搭載能力といったものは重視されていないが、艦隊行動に随伴する必要性があるものには速力や航続力が要求されるため、支援艦艇としてはそれらの性能は重視される傾向にあった。このため専用に建造された艦も多いが、輸送船を改装したものも多く用いられた。アメリカ海軍では、補助巡洋艦（auxiliary cruiser.日本海軍でいうところの特設巡洋艦）を改装して転用したものが複数用いられている。
第二次世界大戦後もアメリカ海軍を始めとして、軍港から離れた海域に展開する任務を持つ海軍で用いられたが、駆逐艦の大型化と居住性の向上に伴いその必要性は薄れ、アメリカ海軍では1997年までに全艦が退役した。

## アメリカ海軍の駆逐艦母艦
- ディキシー (USS Dixie, AD-1)

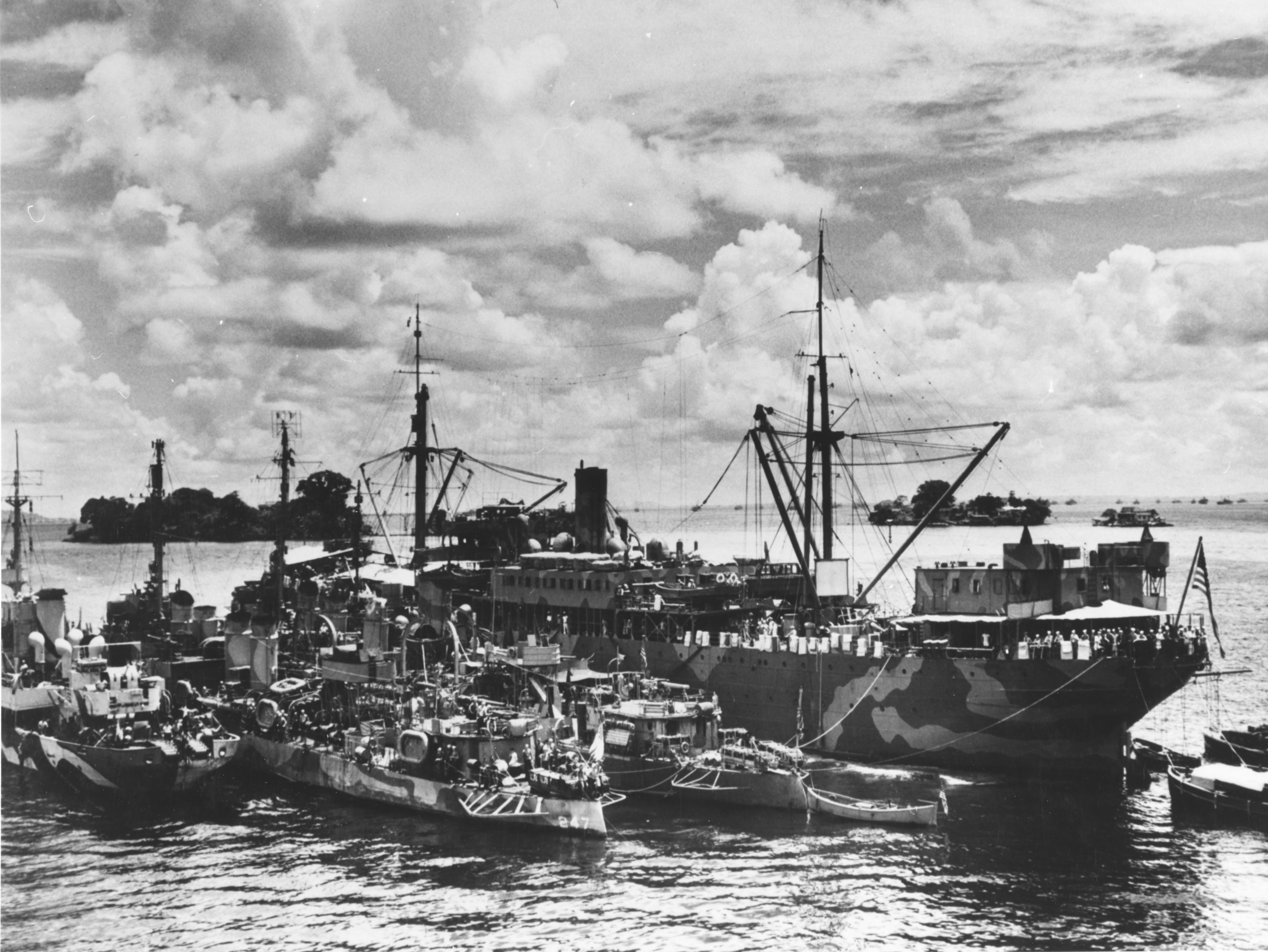
USS Altair (AD-11)

1920年7月17日徴用補助巡洋艦より改造、1922年6月30日退役。
- メルヴィル (USS Melville, AD-2)

新造艦。1915年12月3日就役、1946年8月23日退役。
- ドビン級駆逐艦母艦- 2隻
  - ドビン (USS Dobbin, AD-3)

新造艦。1924年7月23日就役、1946年9月27日退役。
  - ホイットニー (USS Whitney, AD-4)

新造艦。1924年9月2日就役、1946年10月22日退役。
- プレーリー (USS Prairie, AD-5)

1917年(月日不明)徴用補助巡洋艦より改造、1922年11月22日退役。
- パンサー (USS Panther, AD-6)

1920年(月日不明)徴用補助巡洋艦より改造、1922年5月10日退役。
- レオニダス (USS Leonidas, AD-7)

1918年(月日不明)徴用測量艦より改造、1921年11月28日退役。
- バッファロー (USS Buffalo, AD-8)

1917年11月5日徴用補助巡洋艦より改造、1922年11月15日退役。
- ブラック・ホーク (USS Black Hawk, AD-9)

1920年11月5日(日不明)米軍運送船サンタ・カタリナより改造、1945年8月15日退役。
- ブリッジポート (USS Bridgeport, AD-10)

1920年7月17日ドイツ拿捕船ブレスラウより改造、1924年11月3日退役。1943-1947年に米陸軍病院船ラークスパーとして運用。
- アルテア級駆逐艦母艦- 3隻
  - アルテア (USS Altair, AD-11)

新造艦。1921年12月6日就役、1946年7月8日退役。
  - デネボラ (USS Denebola, AD-12)

新造艦。1921年11月28日就役、1946年4月10日退役(戦間期は予備艦)。
  - リゲル (USS Rigel, AD-13)

新造艦。1922年2月24日就役、1941年4月10日工作艦(AR-11)に改造、1946年7月11日退役。
- ディキシー級（英語版）- 5隻
  - ディキシー (USS Dixie, AD-14) USS Altair (AD-11)

新造艦。1940年4月25日就役、1982年6月15日退役。
  - プレーリー (USS Prairie, AD-15)

新造艦。1940年8月5日就役、1982年6月15日退役。
  - ピードモント (USS Piedmont, AD-17)

新造艦。1940年4月25日就役、1993年3月26日退役。
  - シエラ (USS Sierra, AD-18)

新造艦。1944年3月20日就役、1993年10月15日退役。
  - ヨセミテ (USS Yosemite, AD-19)

新造艦。1944年3月26日就役、1994年1月27日退役。
- カスケード (USS Cascade, AD-16)

新造艦。1943年3月12日就役、1974年11月22日。
- ハマル級（英語版）- 2隻
  - ハマル (USS Hamul, AD-20)

1943年1月7日米軍運送船 (AK-30)より改造、1962年6月9日退役。
  - マーカブ (USS Markab, AD-21)

1942年1月24日米軍運送船 (AK-31)より改造、1960年4月15日工作艦(AR-23)に改造、1969年12月19日退役。
- クロンダイク級 - 4隻
  - クロンダイク (USS Klondike, AD-22)

新造艦。1945年7月30日就役、1960年2月20日工作艦(AR-22)に改造、1970年12月15日退役。
  - アーカディア(初代) (USS Arcadia, AD-23) USS Grand Canyon, AD-28)

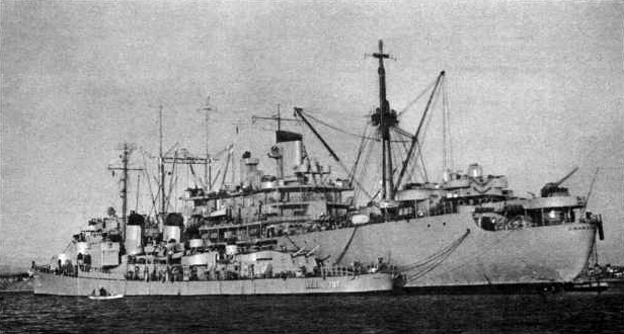
USS Grand Canyon, AD-28)

新造艦。1945年9月13日就役、1968年6月28日退役。
  - エヴァーグレーズ (USS Everglades, AD-24)

新造艦。1951年5月25日就役、1970年8月15日退役。1945年1月28日竣工後、朝鮮戦争勃発まで予備艦。
  - フロンティア (USS Frontier, AD-25)

新造艦。1946年3月2日就役、1968年6月28日退役。
- シェナンドア級（英語版）- 9隻
  - シェナンドア(初代) (USS Shenandoah, AD-26)

新造艦。1945年8月13日就役、1980年4月1日退役。
  - イエローストーン(初代) (USS Yellowstone, AD-27)

新造艦。1946年1月16日就役、1974年9月11日退役。
  - グランドキャニオン (USS Grand Canyon, AD-28)

新造艦。1946年4月5日就役、1971年3月11日工作艦(AR-28)に改造、1978年9月1日退役。
  - アイル・ロイアル (USS Isle Royale, AD-29)

新造艦。1962年6月9日就役、1970年3月11日退役。1946年7月2日竣工後、ベトナム戦争激化まで予備艦。
  - グレートレイクス (USS Great Lakes, AD-30)

未完成新造艦。1946年1月6日に建造キャンセル
  - タイドウォーター (USS Tidewater, AD-31)

新造艦。1946年2月19日就役、1971年2月20日退役。同時にインドネシア海軍に貸与、KRIドゥマイ（652）として1980年まで活用。
  - カノーパス (USS Canopus, AD-33)

未完成新造艦。1945年8月21日に建造キャンセル
  - アローヘッド (USS Arrowhead, AD-35)

未完成新造艦。1945年8月11日に建造キャンセル
  - ブライス・キャニオン (USS Bryce Canyon, AD-36)

新造艦。1950年9月15日就役、1981年6月30日退役。1946年3月7日進水後、朝鮮戦争勃発まで艤装工事凍結。
- ニューイングランド (USS New England, AD-32)

未完成改造艦(ディキシー級準同型艦)。1944年8月14日潜水母艦(AS-28)より変更、1945年8月12日に建造キャンセル
- アルコア (USS Alcor, AD-34)

1941年9月4日米軍工作艦(AR-10)より改造、1946年8月5日退役。
- サミュエル・ゴンパーズ級（英語版） - 2隻
  - サミュエル・ゴンパース (USS Samuel Gompers, AD-37)

新造艦。1967年7月1日就役、1995年10月27日退役。
  - ピュージェット・サウンド (USS Puget Sound, AD-38)USS Puget Sound (AD-38)

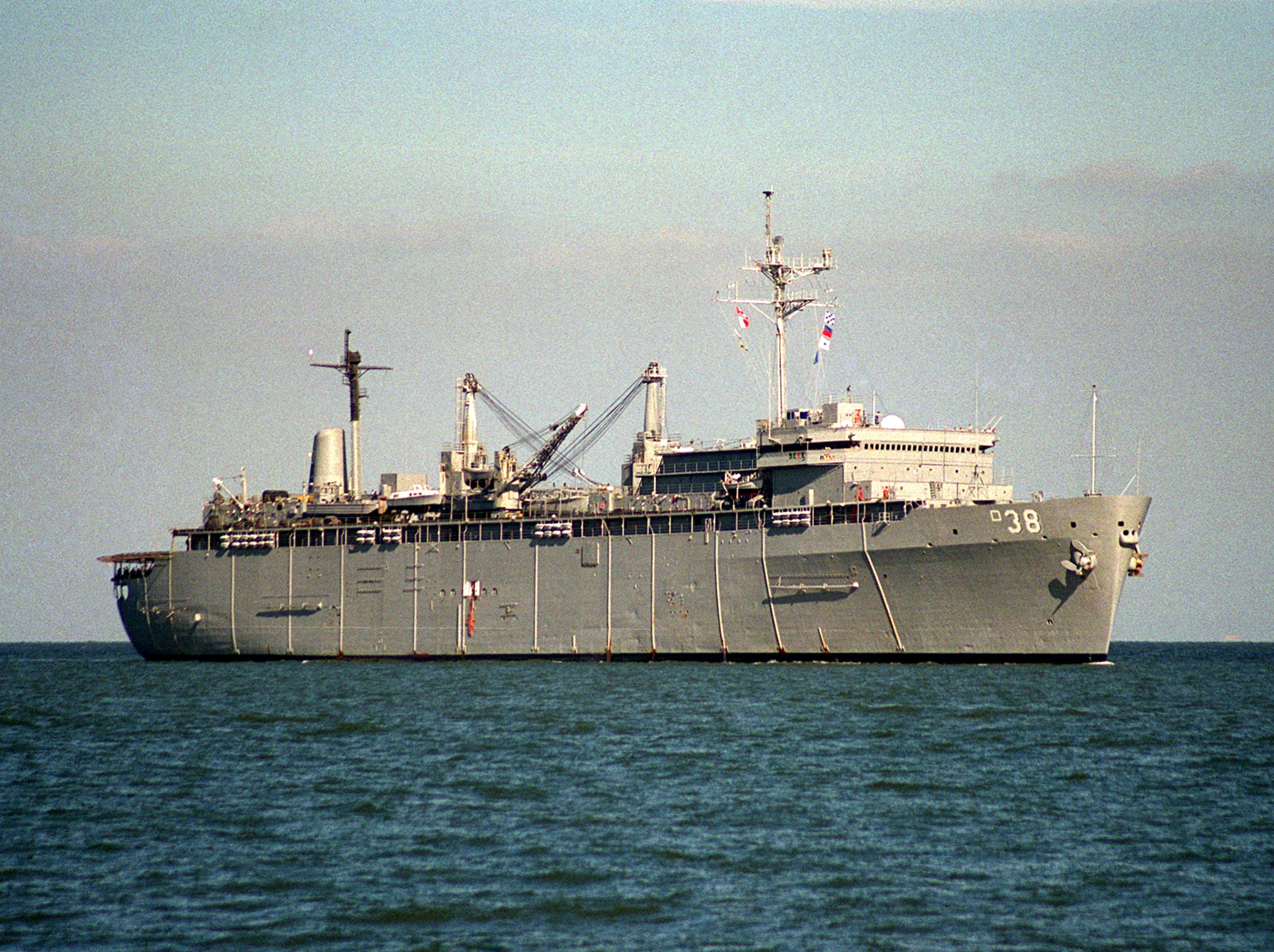
USS Puget Sound (AD-38)

新造艦。1968年4月27日就役、1996年1月27日退役。
- イエローストーン級駆逐艦母艦（英語版） - 5隻
  - イエローストーン(二代) (USS Yellowstone, AD-41)

新造艦。1980年6月28日就役、1996年1月31日退役。
  - アーカディア(二代) (USS Acadia, AD-42)

新造艦。1981年6月6日就役、1994年12月16日退役。
  - ケープコッド (USS Cape Cod, AD-43)

新造艦。1982年4月17日就役、1995年9月29日退役。
  - シェナンドア(二代) (USS Shenandoah, AD-44)

新造艦。1983年8月15日就役、1996年9月3日退役。
  - 未着工計画艦 (AD-44)

## イギリス海軍の駆逐艦母艦
- グリニッジ
- ヘクラ級